# Sant Quintí de Travil
Sant Quintí de Travil o Taravil és l'església de la parròquia de Travil, al municipi de Capolat (Berguedà). És una obra inclosa en l'Inventari del Patrimoni Arquitectònic de Catalunya. L'església correspon a una obra senzilla dels s. XVII o XVIII. A l'interior es conserva un retaule barroc/neoclàssic.

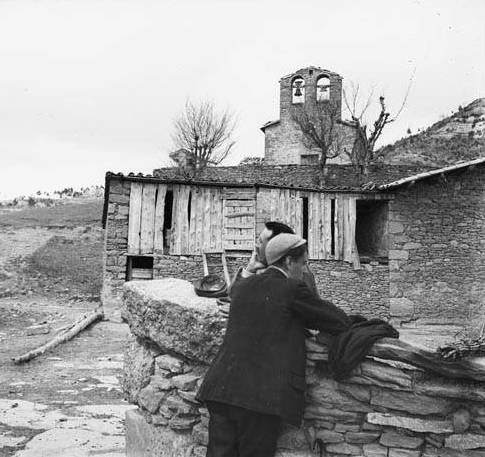
L'església de Sant Quintí de Taravil en una imatge del 1905

## Descripció
Església del segle xvii o XVIII construïda seguint l'estructura romànica. És de planta rectangular, amb la porta d'entrada de llinda, al mur de migdia. Sobre seu hi trobem un campanar d'espadanya d'un sol ull. L'església és d'una sola nau, amb una sagristia de planta quadrada adossada a la zona de l'altar. Una tanca de pedra delimita tot l'àmbit. El parament és de carreus de pedra irregulars, sense treballar i disposats en fileres. Les cobertes són a dues aigües amb teula àrab. A l'altar major hi ha el retaule de Sant Quintí de Travil, del segle xviii (porta la data de 1779)